# Сагден, Ивонн
Иво́нн Са́гден (англ. Yvonne Sugden; род. 14 октября 1939 г. Амершем, Великобритания), полное имя — Ивонн Сагден де Монфор (Yvonne Sugden de Monfort) — британская фигуристка, выступавшая в одиночном катании, неоднократный призёр чемпионатов Европы, трёхкратная чемпионка своей страны. Она представляла Великобританию на Олимпийских играх 1956 года, где заняла 4-е место. На чемпионатах мира фигуристка обычно попадала в десятку лидеров (за исключением своего первого чемпионата в 1951 году), но никогда не завоёвывала медалей.

## Спортивные достижения
| Соревнования/Сезоны       | 1951 | 1952 | 1953 | 1954 | 1955 | 1956 |
| ------------------------- | ---- | ---- | ---- | ---- | ---- | ---- |
| Зимние Олимпиады          |      |      |      |      |      | 4    |
| Чемпионаты мира           | 19   |      | 8    | 6    | 8    | 4    |
| Чемпионаты Европы         |      | 17   | 4    | 3    | 2    | 2    |
| Чемпионаты Великобритании |      |      |      | 1    | 1    | 1    |